# Maria Amato (attrice)
Maria Amato (Vittoria, 1º maggio 1965) è un'attrice italiana.

## Biografia
Tra la fine degli anni '80 e la prima metà degli anni '90 del '900 ebbe parte in molte produzioni dello stabile teatro Biondo di Palermo, recitando con registi e scrittori dello spessore di Roberto Guicciardini, Mario Missiroli, Umberto Cantone e Aurelio Pes. E' stata intima amica di Federico Incardona che le musicò lo spettacolo "Lirici Greci" da lei ideato e diretto; parte del medesimo clima culturale palermitano, ha collaborato con Ciprì e Maresco nella realizzazione dei loro primi esperimenti video dei primi anni '90, in due loro brevi video appare anche come attrice (Pel di carota e Stanley's room). Si è spesa per anni nell'insegnamento teatrale con numerose iniziative rivolte ai giovani. Nonostante l'impostazione sia di stampo teatrale classico, nei film per il cinema e negli sceneggiati televisivi impersona spesso personaggi siciliani, più o meno stereotipati dall'accento dialettale siciliano.

## Filmografia

### Cinema
- Vite perdute, regia di Giorgio Castellani (1992)
- Le buttane, regia di Aurelio Grimaldi (1994)
- Un día de suerte (A Lucky Day), regia di Sandra Gugliotta (2002)
- La mafia uccide solo d'estate, regia di Pierfrancesco Diliberto (2013)
- Una storia sbagliata, regia di Gianluca Maria Tavarelli (2014)
- Il traditore, regia di Marco Bellocchio (2019)

### Televisione
- Paolo Borsellino, regia di Gianluca Maria Tavarelli (2004)
- Il segreto dell'acqua, regia di Renato de Maria (2011)
- Vi perdono ma inginocchiatevi, regia di Claudio Bonivento (2012)
- Il giovane Montalbano, regia di G.M.Tavarelli (2012)
- Una storia sbagliata, regia di G.M.Tavarelli (2015)
- La mafia uccide solo d'estate, la serie, regia di Luca Ribuoli (2016-2018)
- Maltese - il romanzo del commissario, regia di Gianluca Maria Tavarelli (2017)
- La mossa del cavallo - c'era una volta Vigata, regia di Gianluca Maria Tavarelli (2018)
- Il cacciatore, regia di Stefano Lodovichi e Davide Marengo (2018)

### Corti
- Pel di carota, regia di Ciprì e Maresco (video del 1991, 2')
- Stanley's room, regia di Ciprì e Maresco (video del 1991, 2')

## Premi e riconoscimenti
- David di Donatello
  - 2020 - Candidata a migliore attrice non protagonista con il film Il traditore, regia di Marco Bellocchio ( intervista)